# Dysoxylum mollissimum
Dysoxylum mollissimum är en tvåhjärtbladig växtart. Dysoxylum mollissimum ingår i släktet Dysoxylum och familjen Meliaceae.

## Underarter
Arten delas in i följande underarter:
- D. m. molle
- D. m. mollissimum